# Henry Thornton

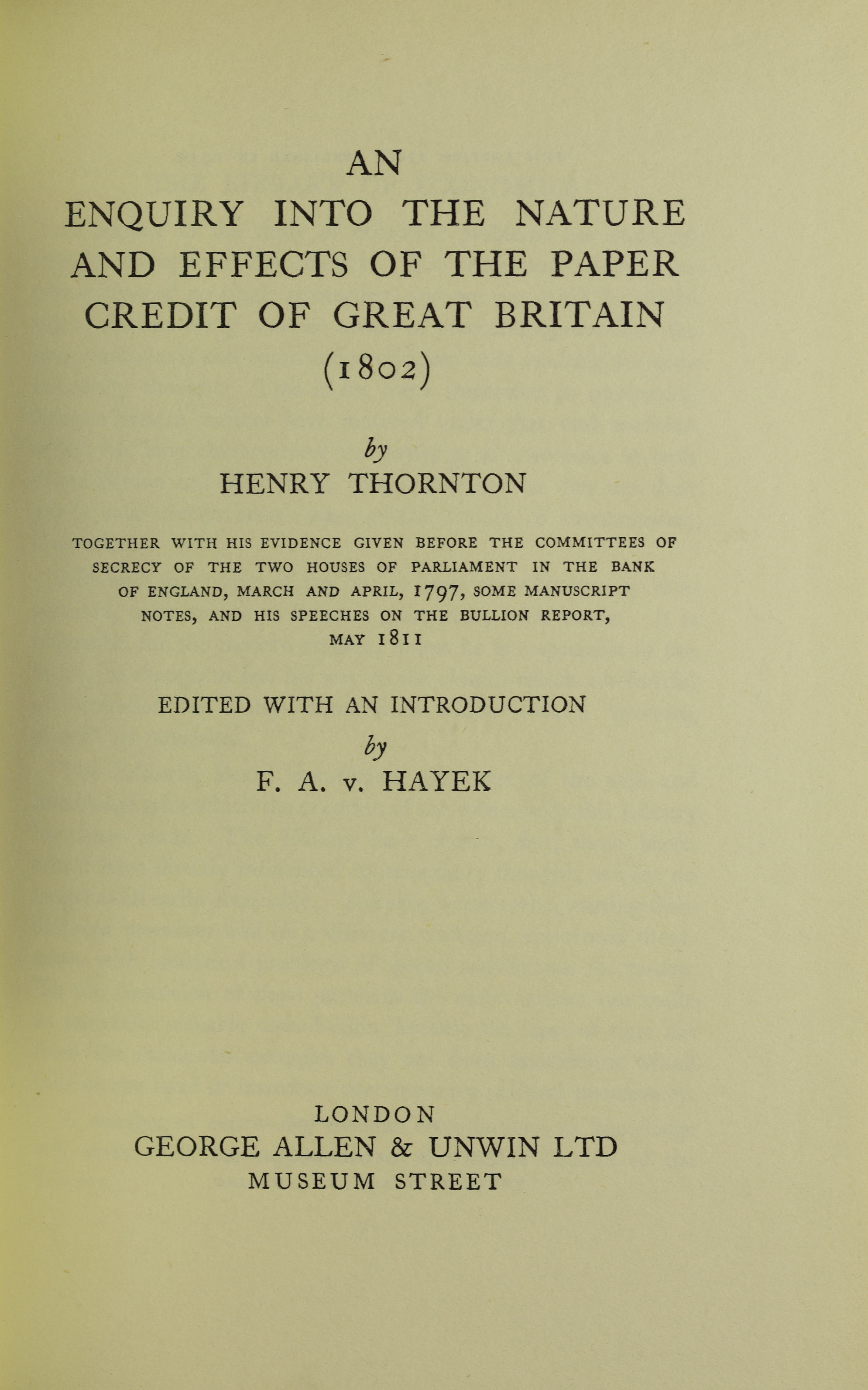
Enquiry into the nature and effects of the paper credit of Great Britain, 1939

Henry Thornton (10 marzo 1760 – 16 gennaio 1815) è stato un politico ed economista inglese.

## Biografia
Fu un filantropo e abolizionista della setta di Clapham.
Collaborò con William Wilberforce, Zachary Macaulay; Joseph Schumpeter e Friedrich Hayek lo considerano l'autore di riferimento per le teorie classiche di politica monetaria.

## Opere
- (EN) Henry Thornton, Enquiry into the nature and effects of the paper credit of Great Britain, The library of economics. Section 1, Classics of economic thought 2, London, Allen & Unwin, 1939. URL consultato il 30 giugno 2015.